# Грешнево (Удомельский район)
Грешнево — деревня в Удомельском городском округе Тверской области.

## География
Деревня находится в северной части Тверской области на расстоянии приблизительно 33 км на север-северо-запад по прямой от железнодорожного вокзала города Удомля.

## История
В советский период истории здесь действовали колхозы им. Ворошилова, им. Сталина, «Прогресс» и совхоз «Прогресс». Дворов (хозяйств) было 14 (1859 год), 26 (1886), 37 (1911), 18 (1958), 2 (1999). До 2015 года входила в состав Котлованского сельского поселения до упразднения последнего. С 2015 года в составе Удомельского городского округа.

## Население
Численность населения: 89 человек (1859 год), 138 (1886), 180 (1911), 45 (1958), 2 (1999), 2 (русские 100 %) в 2002 году, 7 в 2010.